# Tetjana Tschornowol (Leichtathletin)
Tetjana Tschornowol (ukrainisch Тетя́на Чорново́л, englisch Tetiana Chornovol; * 21. September 2003) ist eine ukrainische Mittelstreckenläuferin, die sich auf die 1500-Meter-Distanz spezialisiert hat.

## Sportliche Laufbahn
Erste internationale Erfahrungen sammelte Tetjana Tschornowol im Jahr 2022, als sie bei den U20-Weltmeisterschaften in Cali in 4:30,23 min in der Vorrunde im 1500-Meter-Lauf ausschied. Anschließend wurde sie bei den Crosslauf-Europameisterschaften in Turin nach 14:32 min 61. im U20-Rennen. Bei den Crosslauf-Europameisterschaften 2024 in Antalya belegte sie mit der Mixed-Staffel in 19:23 min den zehnten Platz. Im Jahr darauf kam sie bei den U23-Europameisterschaften in Bergen mit 4:30,48 min nicht über die Vorrunde über 1500 Meter hinaus.
2024 wurde Tschornowol ukrainische Meisterin im 1500-Meter-Lauf.

## Persönliche Bestzeiten
- 1500 Meter: 4:21,84 min, 26. Juni 2025 in Kiew
  - 1500 Meter (Halle): 4:31,66 min, 3. Februar 2024 in Kiew